# Claudia Weiss (Politikerin)
Claudia Weiss (* 7. Februar 1975 in Bernburg) ist eine deutsche Politikerin (AfD). Sie ist Abgeordnete des 21. Bundestags für den Wahlkreis Magdeburg.

## Leben
Weiss arbeitete bis 2018 als Pflegedienstleiterin in verschiedenen Einrichtungen in der Region Bernburg.

## Politik
Bis 2025 arbeitete Weiss als hauptamtliche Referentin der AfD-Landtagsfraktion Sachsen-Anhalt.
Zur vorgezogenen Bundestagswahl 2025 kandidierte Weiss im Bundestagswahlkreis Magdeburg und gewann diesen mit 32,2 Prozent der Erststimmen.

## Privates
Weiss lebt in Bernburg und ist Mutter zweier Kinder.